# ASL航空ベルギー
ASL航空ベルギー（ASLこうくうベルギー、ASL Airlines Belgium）、旧TNT航空（TNT Airways）は、ベルギーのリエージュに本拠地を置く航空会社である。主に貨物便とチャーター便を運航している。

## 歴史
- 1999年、ベルギーにおいて、TNT社の航空部門としてTNTエアウェイズが設立された[1]。主にヨーロッパ域内で、BAe 146-300、エアバスA300を運用していた。
- 2003年、ボーイング737-300を導入した。
- 2006年にはボーイング747を導入し、香港便を開設した[1]
- 2016年5月24日、ASLアビエーション・グループが国際宅配便会社のTNTエクスプレスの航空会社部門、TNT航空とPANエアの買収で合意した[2][3]。その後、TNT航空はASL航空ベルギーにブランド名を変更した[4][2]。
- 2022年8月26日、日本の国土交通省より外国人国際航空運送事業の経営許可を取得[5]、リエージュ〜成田間に貨物便を週2便運航する。

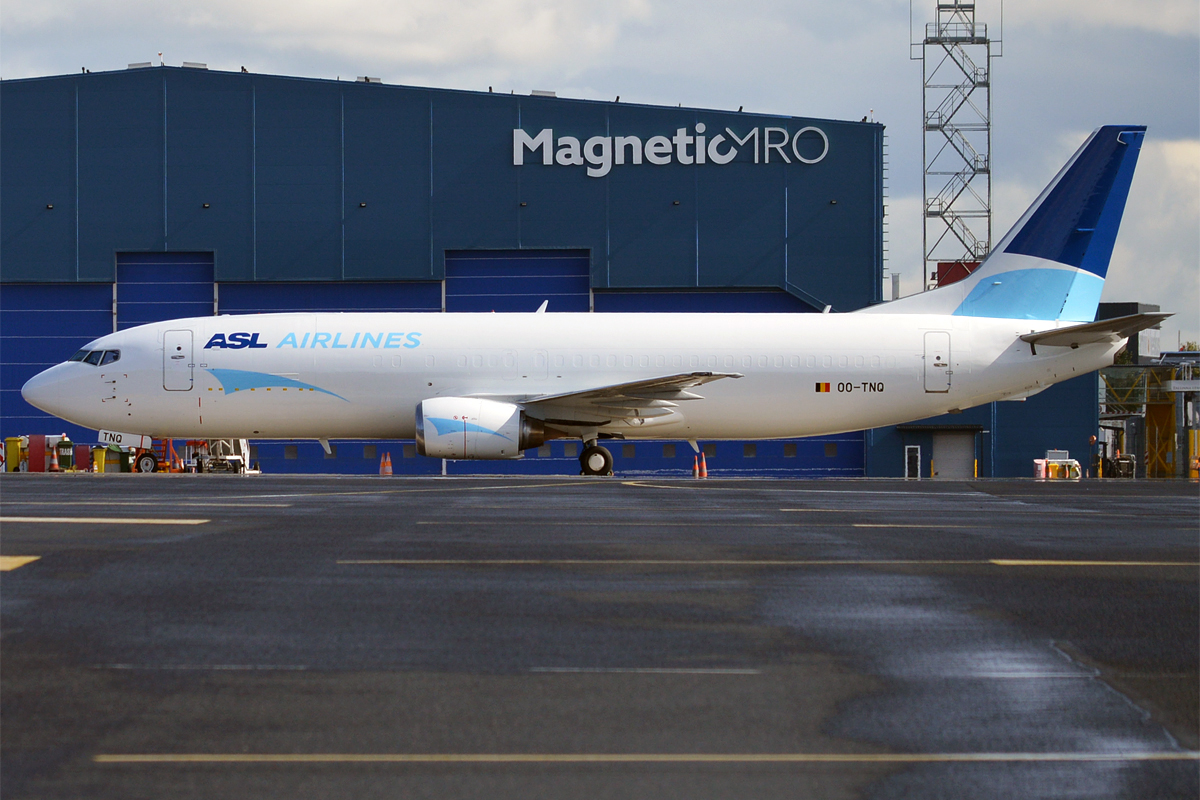
ASL航空ベルギーのボーイング737-400F

## 保有機材
| 機種                 | 保有数 |
| -------------------- | ------ |
| ボーイング737-400F   | 6      |
| ボーイング737-800F   | 24     |
| ボーイング747-400ERF | 2      |
| ボーイング747-400F   | 3      |
| 合計                 | 35     |